# Jiří Hálek
Jiří Hálek, rodným jménem Hugo Frischmann (10. září 1930 Praha – 18. prosince 2020 Říčany), byl český herec.

## Život
Po studiích na pražské DAMU působil nejprve krátce v Ostravě v Městském divadle mladých, poté sloužil základní vojenskou službu v armádním souboru Vítězná křídla, po vojenské službě hrál v Mladé Boleslavi odkud posléze přešel do Divadla Paravan. V letech 1965–2002 byl členem souboru v pražském Činoherním klubu. Zde Hálek účinkoval ve 41 divadelních hrách, např. Podivné odpoledne dr. Zvonka Burkeho, Piknik, Bludiště či Hejtman z Kopníku, režírovaných spoluzakladatelem divadla Ladislavem Smočkem. S Činoherním klubem se Hálek rozloučil v roce 2002, v televizních inscenacích a seriálech vystupoval do roku 2008, naposledy v seriálu Černá sanitka.
Jednalo se o herce malého tělesného vzrůstu, výrazného profilu v obličeji, stejně tak osobitého hlasového projevu.
Po Sametové revoluci se vrátil ke svým postavám v opětovně nastudovaných hrách Ladislava Smočka a byl i fantastickým ruským mužikem Nikitou v Birinského revoluční grotesce Mumraj (1991). S jevištěm Činoherního klubu se rozloučil v roce 2002 v roli Šlajse ve Smočkově hře Jednou k ránu.
V českém filmu debutoval v roce 1948 ve filmu Křižovatka života, poté účinkoval převážně ve vedlejších rolích ve filmech Nejkrásnější věk (1968), Holka na zabití (1975), Marečku, podejte mi pero! (1978), Vrchní, prchni (1980) či Tři veteráni (1983). V krimifilmu Motiv pro vraždu (1974) ztvárnil vyšinutého narkomana. Výraznější role sehrál ve filmech Faunovo velmi pozdní odpoledne (1983) nebo Výbuch bude v pět (1984).
K jeho rozhlasovým rolím patří Podkolatov z Gogolovy Ženitby (1982), Malý trosečník v Mrožkově grotesce Na širém moři (1990), Fotbalový rozhodčí v Kischonově Ofsajdu (1995), Kohout v Mrožkově hře Kohout, lišák a já (1997) ad.
Zemřel dne 18. prosince 2020 ve věku 90 let.

## Televize
- 1972 Pan Tomšík (TV film) - role: Bohouš

## Rozhlas
- 1982 Nikolaj Vasiljevič Gogol: Ženitba, role: Ivan Podkolatov, překlad: Leoš Suchařípa, režie: Jan Lorman
- 1986 –Láska vše zachrání (1986); účinkovali: Marek Eben, Jana Synková, Jan Přeučil, Adolf Kohuth, Blanka Blahníková, otec Šídlo: Jiří Hálek, Jiří Sovák, Libuše Havelková, Jiří Lábus, Jiří Němeček, Petr Popelka; hudba: Miroslav Kořínek; režie: Jan Schmid